# Saint-Symphorien (Deux-Sèvres)
Saint-Symphorien település Franciaországban, Deux-Sèvres megyében. Lakosainak száma 1986 fő (2022. január 1.). Saint-Symphorien Aiffres, Bessines, Fors, Frontenay-Rohan-Rohan, Granzay-Gript és Niort községekkel határos.

## Népesség
A település népessége az elmúlt években az alábbi módon változott:
| Lakosok száma | 1876 | 1882 | 1956 | 1922 | 1942 | 1950 | 1975 | 1990 | 1986 |
|               | 2013 | 2015 | 2016 | 2017 | 2018 | 2019 | 2020 | 2021 | 2022 |